# Мрчевци
Мрчевци (серб. Мрчевци) — населенный пункт в общине Лакташи, который принадлежит энтитету Республике Сербской, Босния и Герцеговина. По результатам югославской переписи населения 1991 года в Мрчевцах проживало 735 человек.

## Население
| 1961                           | 1971 | 1981 | 1991 | - | - | - |
| ------------------------------ | ---- | ---- | ---- | - | - | - |
| 877                            | 795  | 751  | 735  | - | - | - |
| Гистограмма динамики населения |      |      |      |   |   |   |

### Национальный состав
1971 год:
- Сербы — 789
- Хорваты — 4
- Югославы — 0
- Мусульмане — 0
- Другие — 2

1981 год:
- Сербы — 701
- Хорваты — 0
- Югославы — 36
- Мусульмане — 0
- Другие — 14

1991 год:
- Сербы — 700
- Хорваты — 2
- Югославы — 28
- Мусульмане — 0
- Другие — 5